# Gustava Schefer-Viëtor
Gustava Schefer-Viëtor (geb. Viëtor; * 5. Oktober 1932 in Oberhausen; † 30. Oktober 2016 in Arenborn) war eine deutsche Pädagogin, Erziehungswissenschaftlerin und Geschlechterforscherin.

## Leben

### Herkunft, Ausbildung und Privatleben
Sie kam als viertes Kind des evangelischen Pfarrers Lukas Pannenborg Viëtor (* 1877) und dessen Ehefrau Minnie Lüning im Oberhausener Stadtbezirk Sterkrade zur Welt. Ihr Vater wurde 1934 von den regierenden Nationalsozialisten wegen seiner antifaschistischen Einstellung und fortwährender Auseinandersetzungen mit dem Rheinischen Konsistorium nach Sobernheim im Nahetal strafversetzt, wo Gustava aufwuchs. Der Vater zeichnete dafür verantwortlich, dass die Sobernheimer Gemeinde und Gemeindeleitung im Sinne der Bekennenden Kirche geprägt blieben.
Nach dem Besuch der Volksschule und des Staatlichen Neusprachlichen Gymnasiums legte sie 1952 ihre Reifeprüfung ab. Schefer war eine sehr gute Schülerin und hielt die Abschlussrede. Da ihr patriarchal-konservativer Vater ihr allerdings kein Studium finanzieren wollte, zog sie anschließend nach Schweden und arbeitete dort eineinhalb Jahre für eine adelige Familie als Haushaltshilfe, um selbständig Geld zu verdienen. Schließlich begann sie, am Institut für Erziehungswissenschaften der Justus-Liebig-Universität Gießen Französisch, Musik und Religion auf Lehramt zu studieren. Infolge einer Schwangerschaft brach sie das Studium jedoch vor dem Staatsexamen ab und heiratete 1955 den Kindsvater – ihren Kommilitonen Gerwin Schefer (1930–1980). Das Paar hatte zwei gemeinsame Kinder.

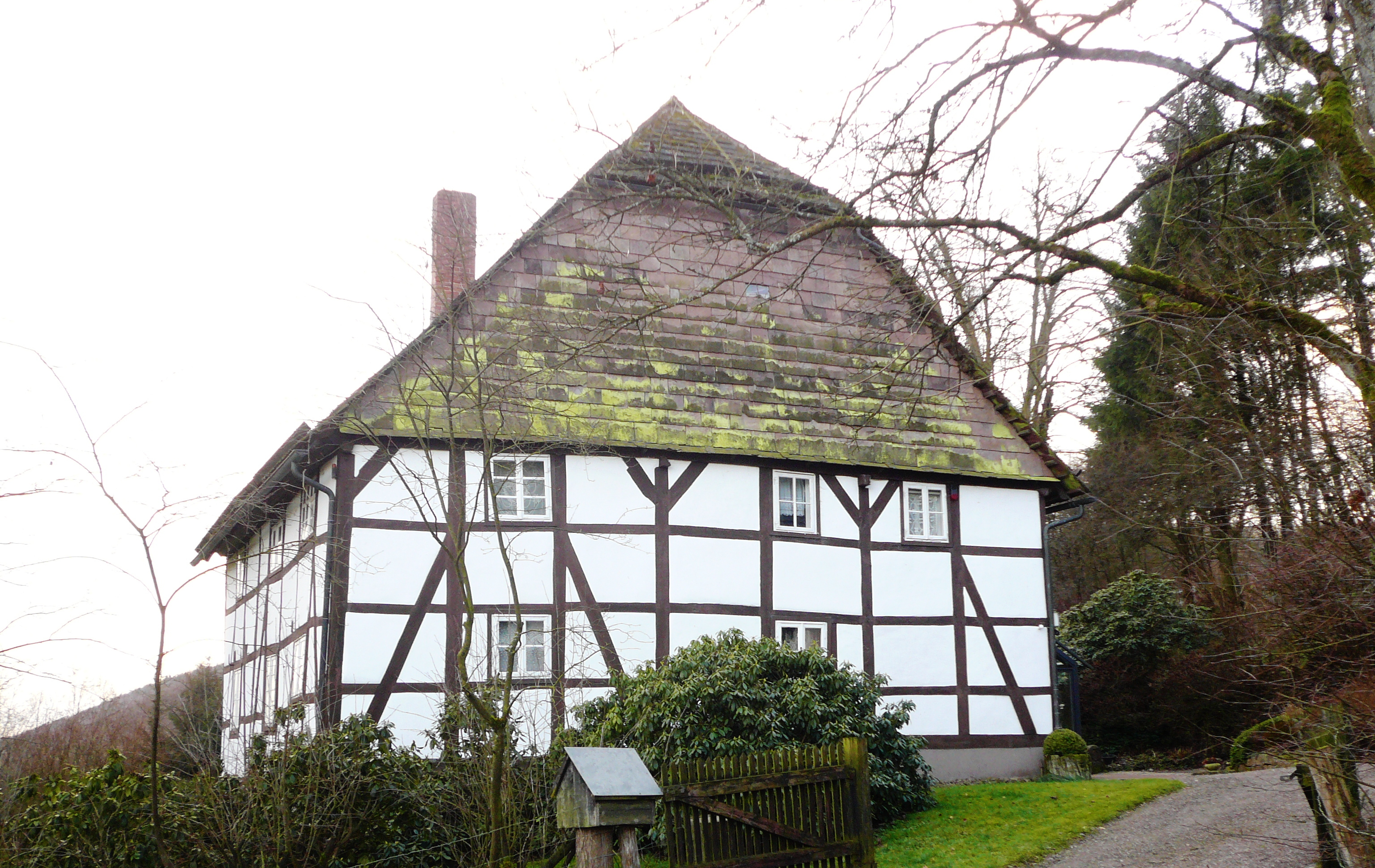
Im ehemaligen Amtskrug unterhalb des Schlosses Nienover lebte Schefer-Viëtor ab Anfang der 1970er Jahre. Das Gebäude in Ständerbauweise aus dem 17. Jahrhundert ist mit Solling-Sandsteinplatten bedeckt.

Ab 1965 setzte sie ihr Studium in Gießen fort und schloss es nun mit dem Zweiten Staatsexamen ab. Ihr Zweitstudium in Soziologie, Politologie, Psychosomatik sowie Erziehungswissenschaft nahm sie 1970 an der Philipps-Universität Marburg auf. Am dortigen Fachbereich für Gesellschaftswissenschaften wurde sie 1976 mit der Dissertation Gesellschaftliches Bewußtsein von Arbeiterkindern an Gesamtschulen. Empirische Untersuchungen an der Theodor-Heuss-Schule Baunatal bei Kassel promoviert.
Ihr Ehemann war bereits 1969 promoviert worden. Er arbeitete nach seinem Studium zunächst als Lehrer in Ernsthausen bei Marburg und ab 1972 als Professor für die Soziologie der Erziehung an der Gesamthochschule Kassel. Zu diesem Zeitpunkt erwarben beide ein Haus in Nienover, einer Ortschaft der niedersächsischen Gemeinde Bodenfelde nahe dem Mittelgebirge Solling. Die Ehe verlief sehr glücklich; Gerwin Schefer verstarb jedoch 1980 infolge eines Autounfalls in Italien. In späteren Jahren führte Gustava Schefer-Viëtor eine weitere längere Beziehung und heiratete ihren neuen Partner 2015, ein Jahr vor ihrem Tod. Sie war seit 1976 Mitglied der SPD.

### Berufliche Karriere und Forschung
Nachdem sie ihr Erststudium in Gießen beendet hatte, arbeitete Schefer-Viëtor fünf Jahre lang als Lehrerin in der Förderstufe der Gesamtschule Kirchhain in Mittelhessen. Nach ihrem Zweitstudium und ihrer Promotion erhielt sie zum Wintersemester 1976/77 eine Stelle als wissenschaftliche Assistentin am Pädagogischen Seminar – dem heutigen Institut für Erziehungswissenschaft – der Georg-August-Universität Göttingen. Dort wurde sie 1978 zur Akademischen Rätin ernannt. Zum Ende ihrer Lehrtätigkeit veranstaltete man in Göttingen ein Abschlusskolloquium zum Thema „Geschlechterspannungen“ – den Begriff hatte 1991 der Soziologe und Psychoanalytiker Reimut Reiche geprägt.
Die zwei hauptsächlichen Tätigkeitsbereiche von Schefer-Viëtor waren die Erziehungswissenschaft und die Geschlechterforschung; in der praktischen Arbeit kam es dabei oftmals zu Überschneidungen. Im erstgenannten Feld untersuchte sie beispielsweise die Gleich- und Ungleichbehandlung von Jungen und Mädchen in Lehrplänen und Schulbüchern sowie die soziale, kommunikative und symbolische Bedeutung von Ritualen im Schulalltag. Ferner erforschte sie systematisch, was von Mädchen und Jungen in verschiedenen Altersstufen als selbstwertrelevant erlebt wird und in welcher Weise Mädchen und Jungen von Anderen wahrgenommen werden möchten. Darüber hinaus verfasste sie zahlreiche Fachartikel zur Lehrerausbildung und zu den Schulreformen der 1960er und 1970er Jahre.
In der Geschlechterforschung arbeitete Schefer-Viëtor unter anderem zu sozialpsychologischen Aspekten nichtpatriarchaler Kulturen, zur weiblichen Adoleszenz, zur Situation der Frau im tertiären Bildungsbereich, zur Feminisierung des Lehrerberufes sowie zu den Gründen für die „fortgesetzte Bildungsinferiorität der Frauen“. Außerdem setzte sie sich intensiv mit der Doppelbelastung durch Beruf und Familie sowie mit der Dissoziation von Erwerbs- und Familienleben am Beispiel von Frauenbiographien auseinander.

## Publikationen (Auswahl)
Monographien
- Gustava Schefer-Viëtor: Arbeiterkinder an der Gesamtschule. Campus-Verlag, Frankfurt am Main, 1978, ISBN 978-3-593-32275-9.
- Gustava Schefer-Viëtor; Jörg Schlömerkemper; Wulf Hopf: Geschlecht und Naturwissenschaften. Eine empirische Studie über Mädchen und Jungen im Physik-Unterricht am Gymnasium. In der Reihe: „Göttinger Beiträge zur erziehungswissenschaftlichen Forschung“, № 9/10. Pädagogisches Seminar der Georg-August-Universität Göttingen, Göttingen, 1994.

Herausgeberschaft
- Doris Lemmermöhle; Gustava Schefer-Viëtor (Hrsg.): Geschlechterspannung. In der Reihe: „Göttinger Beiträge zur erziehungswissenschaftlichen Forschung“, № 17. Pädagogisches Seminar der Georg-August-Universität Göttingen, Göttingen, 1999.

Fachaufsätze
- Gustava Schefer-Viëtor: Vom Unbehagen im Musikunterricht zur Entideologisierung der Musikpädagogik. Folgerungen einer empirisch-statistischen Untersuchung. In: Die Deutsche Schule. Band 9 / 1968, S. 596–603.
- Gerwin Schefer; Gustava Schefer-Viëtor: Die Gesamtschule – ein Danaergeschenk der Schulreform? In: Westermanns Pädagogische Beiträge. Band 5, 1972, S. 235–243.
- Siegfried Reck; Gustava Schefer-Viëtor: Schule und Unterricht als Gegenstände soziologischen und gruppendynamischen Erfahrungslernens. In: Die Deutsche Schule. Band 11 / 1973, S. 757–768.
- Gustava Schefer-Viëtor: Pathogene Strukturen der Prüfungspraxis am Beispiel Lehramtsprüfungen. Können Schülerängste vermindert werden? In Zeitschrift für Gruppenpädagogik. Heft 2, 1977, S. 2–40.

Beiträge in Sammelwerken
- Hannelore Faulstich-Wieland; Gustava Schefer-Viëtor: Koedukation – Geschlechterverhältnisse in der Erziehung. In: Klaus Beck; Hans-Georg Herrlitz; Wolfgang Klafki (Hrsg.): Erziehung und Bildung als öffentliche Aufgabe. Analysen – Befunde – Perspektiven. 23. Beiheft der Zeitschrift für Pädagogik. Verlag Julius Beltz, Weinheim, 1988, ISBN 978-3-407-41123-5, S. 169–180.